# ファン・シネ
ファン・シネ（황신혜、黄新恵、本名：ファン・ジョンマン（황정만）1963年12月15日 - ）は、大韓民国・京畿道仁川広域市出身の女優。
仁荷工業専門大学航空運航科卒。初めは客室乗務員を目指した。芸能界デビューは1983年。
身長166cm、体重48kg、血液型A型。
1983年のデビュー以降20年以上にわたりドラマと映画の両方で活躍する。韓国はもとより、日本でも知られる。
2005年に来日して美の秘訣を語った。
2015年、SM C&Cと専属契約を締結。2021年に再契約。

## 出演作品

### テレビドラマ
- 私の心の風車（1983年、MBC）
- 父と息子（1983年、MBC）
- 愛妻日記（1983年、MBC）
- すすき（1985年、MBC）
- 朝鮮王朝五百年 プンラン（1985年、MBC）
- 初恋（1986年、MBC）
- 若き日の肖像（1986年、MBC）
- 愛情の条件（1987年、MBC）
- 幸福な女（1989年、MBC）
- トンバン閣下（1990年、MBC）
- 野望の歳月（1990年、KBS）
- 天の川を知ってますか（1990年、SBS）
- きんせん花（1990年、SBS）
- 砂上の欲望（1990年、SBS）
- 愛はない（1990年、SBS）
- 愛は無い（1994年、MBC）主演
- 海氷（1990年、SBS）
- コリアゲート（1990年、SBS）
- シンデレラ（1997年、MBC）主演
- 危機の男（2002年、KBS）主演
- ベストカップル〜天生縁分〜（2004年、MBC）主演
- 帰ってきたプリンセス（2009年、KBS）主演
- 楽しい我が家（2010年、MBC）主演
- 僕らのイケメン青果店（2011年-2012年、channel A）
- ファミリー（2012年-2013年、KBS）
- 熱愛（2013年、SBS）
- プロデューサー（2015年、KBS）
- 青い海の伝説（2016年-2017年、SBS）
- 人生最高の贈り物 〜ようこそ、サムグァンハウスへ〜（2020年-2021年、KBS）
- 愛のクァベギ（2021年-2022年、KBS）

### 映画
- すばらしき我が青春の日々（1988年）
- ギャグマン（1990年）
- 水面を歩む女（1990年）
- テレサの恋人（1991年）
- 夢（1991年）
- ソウルのエビータ（1991年）
- 絶対愛（1994年）
- 301，302（1995年）
- 殺す話（1997年）
- 産婦人科（1997年）
- すばらしい話（1998年）
- 未亡人慰謝料請求訴訟（1998年）
- ジュ・ノミョンベーカリー（2000年）
- ファミリー（2002年）

### Ｍ-Video
- キム・ドンウク ＜昔の恋＞

## 受賞歴
- 1984年 MBC演技大賞 新人賞
- 1986年 MBC演技大賞 優秀賞
- 1996年 女子ベストドレッサー タレント部門
- 1996年 MBC演技大賞 女子最優秀賞（ＴＶ部門）
- 1996年 MBC演技大賞 最優秀演技賞
- 1997年 韓国放送プロデューサー賞
- 1997年 MBC演技大賞 最優秀演技賞
- 1998年 第34回百想芸術大賞 演技賞

## DVD
- ファン・シネ 『スタイル』

## 著書
- ファン・シネ 『スタイル』 イ・ジョンファンほか訳、扶桑社、2005年

## 参考
- ファン・シネ allcinema Movie & DVD Database 2011年6月30日閲覧。